# Nureddin Mahmud

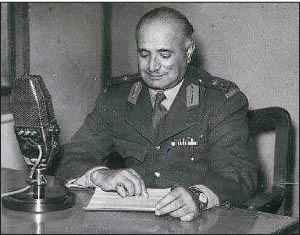
Nureddin Mahmoud

Nureddin Mahmud (1899-1981) (em árabe: نورالدين محمود) foi o 20º primeiro-ministro do Iraque de 23 de novembro de 1952 a 29 de janeiro de 1953.